# Kolesniki (przystanek kolejowy)
Kolesniki (ros. Колесники) – przystanek kolejowy w miejscowości Kolesniki, w rejonie gagarińskim, w obwodzie smoleńskim, w Rosji. Położony jest na linii Moskwa – Mińsk – Brześć.